# 사출성형

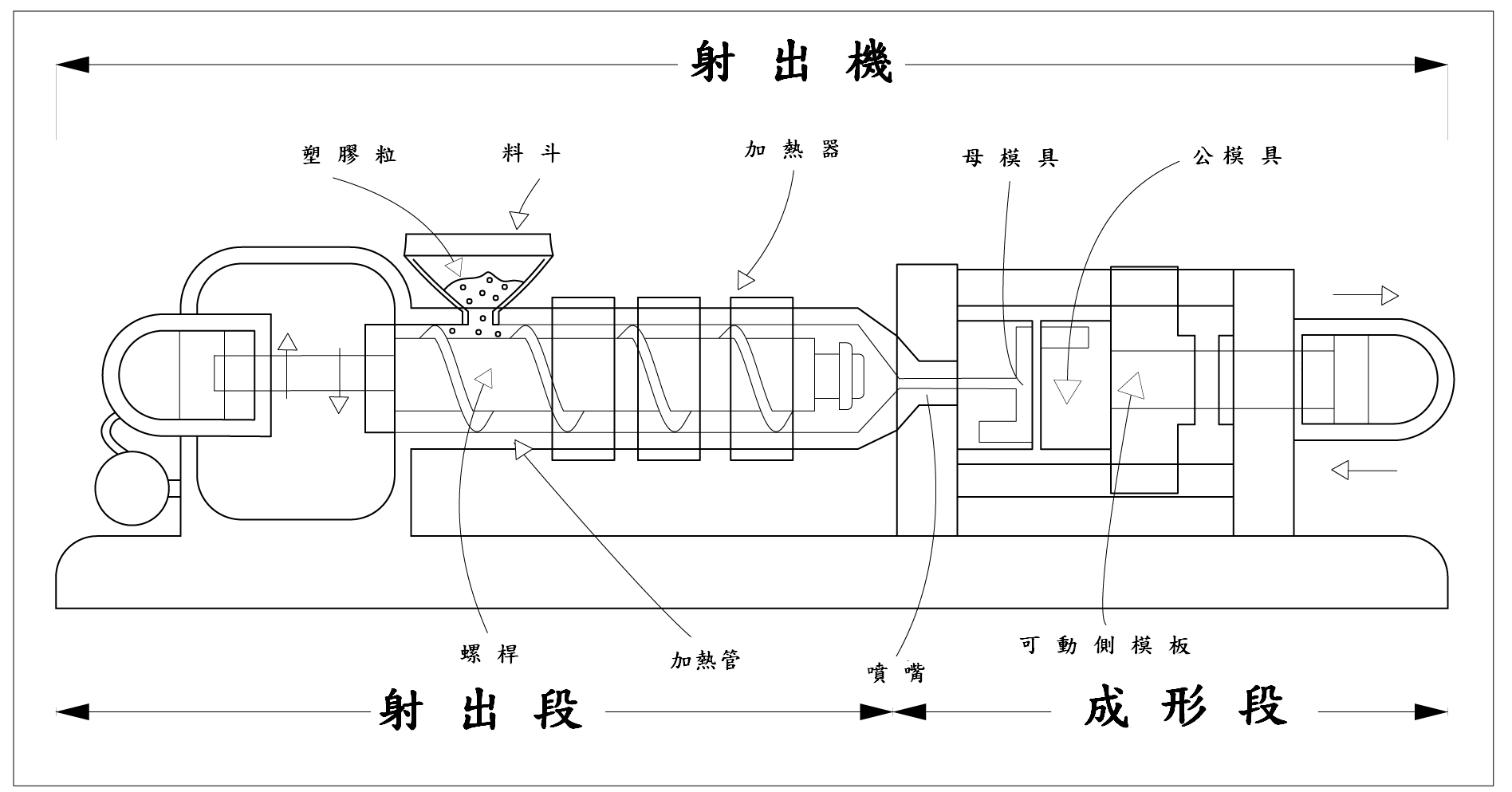
사출성형 기계

과정을 단순화시켜놓은 그림

사출성형(射出成形, injection moulding)은 용해된 물질을 주형에 주입시킴으로써 여러 부분을 만들기 위한 제조 공정이다.
용도에 따라 착색·배합된 칩은 사출성형기(Injection molding machine)라고 불리는 기계로 성형된다. 사출성형기는 호퍼(hopper)라고 하는 칩을 넣는 곳과 원료를 가열하여 녹이는 가열통, 녹인 플라스틱을 밀어내는 스크루, 목적한 형태로 성형하는 금형의 여러 부분으로 이루어져 있다. 우선 칩이 호퍼에서 일정량씩 계량되어 가열통으로 보내진다. 여기에서 스크루로 밀리는 사이에 녹여진다. 녹인 플라스틱은 다음으로 사출노즐로부터 주형 속으로 사출된다. 주형은 애당초 냉각되어 있으므로 사출된 플라스틱은 곧 고화(固化)되어 자동적으로 성형품이 주형으로부터 튀겨져 나온다.
사출성형기는 이 조작을 자동적으로 반복하면서 계속 제품을 만들어 낸다. 이 방법으로 만들어지는 제품의 종류는 다양하며 접시·컵·양동이를 위시하여 텔레비전·라디오 부품 등 여러 종류가 만들어진다. 사출성형에 의한 제품에는 플라스틱 양동이의 밑면을 보면 알 수 있듯이 플라스틱이 사출된 흔적이 있는 것이 특징이다.

## 역사
미국의 발명가 존 웨슬리 하야트(John Wesley Hyatt)는 1872년 자신의 형제 아이자이어(Isaiah)와 함께 최초의 사출성형기의 특허를 받았다.

## 같이 보기
- 다이캐스팅
- 주조